# Gustav Eckstein
Gustav Eckstein (* 19. Februar 1875 in Wien; † 27. Juli 1916 in Zürich) war ein österreichischer Journalist, Sozialdemokrat und Theoretiker des Austromarxismus.

## Leben und Wirken
Gustav Eckstein entstammt einer großbürgerlichen, jüdisch-liberalen Familie. Sein Vater Albert war Chemiker, Erfinder und Gründer einer Pergamentfabrik in Perchtoldsdorf. Seine Mutter hieß Amalie, geborene Wehle. Gustav hatte sechs Schwestern und drei Brüder, von denen jedoch zwei als Kinder starben. Der verbliebene Bruder hieß Friedrich Eckstein und war Universalgelehrter. Unter seinen Schwestern befanden sich die Frauenrechtsaktivistin Emma Eckstein, eine der ersten Patientinnen Sigmund Freuds, sowie Therese Schlesinger, Sozialdemokratin und Schriftstellerin. Die Sommermonate verbrachte die Familie in der Regel als Sommerfrische am Attersee.
Gustav Eckstein arbeitete unter anderem als Journalist für Die Neue Zeit. Ab 1897 war er als Sozialdemokrat aktiv. Er war einer der Vordenker des Austromarxismus.

## Werke
- Die Entwicklung des japanischen Familienrechtes. (=Ergänzungshefte zur Neuen Zeit Nr. 2 vom 17. April 1908) [ Digitalisat]
- Leitfaden zum Studium der Geschichte des Sozialismus. Von Thomas Morus bis zur Auflösung der Internationale. Verlag Paul Singer, Berlin 1910.
- Gustav Eckstein: Rosa Luxemburg: "Die Akkumulation des Kapitals". In: Vorwärts. Nr. 40, 16. Februar 1913.
- Gustav Eckstein: Überflüssige Aufregung. In: Vorwärts. Nr. 46, 23. Februar 1913.
- Karl Marx' Werke. In: Robert Danneberg: Karl Marx. Der Mann und sein Werk. Verlag des Verbandes der jugendlichen Arbeiter (Anton Jenschik), Wien 1913, S. 56–59.
- Die Taktik des Marxismus. Wiener Volksbuchhandlung, Wien 1914.
- Die deutsche Sozialdemokratie während des Weltkrieges. Genossenschaft Buchdruckerei des Schweizerischen Grütlivereins, Zürich 1917.
- Der Marxismus in der Praxis, Verlag der Wiener Volksbuchhandlung, Wien 1918. Digitalisat MDZ Reader
- Was ist der Sozialismus? Gespräche zur Einführung in die Grundbegriffe des wissenschaftlichen Sozialismus. Wiener Volksbuchhandlung, Wien 1931. Digitalisat MDZ Reader